# موتور پمپ محمدرضا پیرمرادی
موتور پمپ محمدرضا پیرمرادی یک منطقهٔ مسکونی در ایران است که در دهستان ارزوئیه واقع شده‌است. موتور پمپ محمدرضا پیرمرادی ۲۲۶ نفر جمعیت دارد.